# سرخوشی (ترانه بی‌تی‌اس)
«سرخوشی» یا «یوفوریا» (به انگلیسی: Euphoria)، ترانه‌ای از گروه پسرانهٔ کره‌ای بی‌تی‌اس به خوانندگی جونگ کوک است. این ترانه در ۲۴ اوت ۲۰۱۸ به‌همراه آلبوم گردآوری‌شدهٔ عاشق خودت باش: پاسخ منتشر شد. موزیک ویدئوی این ترانه پیش‌تر، در ماه آوریل همان سال منتشر شده‌بود.

## زمینه و انتشار
موزیک ویدئوی «سرخوشی» به‌عنوان درون‌مایهٔ 起 اعجاب منتشر شد و بخشی از مجموعهٔ عاشق خودت باش بود. این ویدئوی نه دقیقه‌ای، دنبال‌کنندهٔ خط داستانی «جهان بی‌تی‌اس» بود که در بسیاری از موزیک ویدئوهای گروه به آن پرداخته شده‌بود. عنوان سرخوشی پیش از این در اجرای زندهٔ جوایز موسیقی ملون ۲۰۱۷ گروه به‌کار رفته‌بود. این ترانه به‌دنبال انتشار، ترند جهانی شد و جستجوی کلمهٔ یوفوریا تا ۲۸۸۳٪ افزایش یافت. این ترانه همچنین به‌عنوان موسیقی متن، در قسمت پایانی فصل اول مجموعهٔ تلویزیونی اچ‌بی‌او، سرخوشی قرار گرفت.

## بازخورد
گرمی این ترانه را «یک اثر اعجاب‌انگیز آینده‌نگر به سبک آرت-پاپ» توصیف کرد. بیلبورد آن را بیانیه‌ای مهم نامید که لحن کلی عاشق خودت باش: پاسخ را خوش‌بینانه‌تر می‌کرد.
سرخوشی با فروش ۱۵٬۰۰۰ کپی دیجیتال در هفتهٔ اول انتشار در ایالات متحده، دوازدهمین ترانهٔ پرفروش این کشور شد. این ترانه همچنین در کانادا نوزدهم و در سطح جهانی دوم شد.

## دست‌اندرکاران
توضیحات برگرفته از یادداشت‌های سی‌دی عاشق خودت باش: پاسخ است.
- جردن «دی‌جی سوئیول» یانگ- تهیه‌کننده، تمام سازهای دیگر، مهندس میکس
- کندیس نیکول سوسا- تهیه‌کننده، گیتار
- «هیت‌من» بنگ- تهیه‌کننده
- سوپریم بوی- تهیه‌کننده
- ادورا- تهیه‌کننده، کورس، ویرایش دیجیتال، مهندس ضبط (ادوربل ترپ)
- آر ام- تهیه‌کننده
- جونگ کوک- کورس
- اسلو ربیت- تهیه‌کنندهٔ فرعی، تنظیم صدا، مهندس ضبط (کاروت اکسپرس)
- هیس نویز- ویرایش دیجیتال
- جونگ وویونگ- ویرایش دیجیتال

## جداول
| جدول (۲۰۱۸)                                        | بالاترین موقعیت |
| -------------------------------------------------- | --------------- |
| کانادا (۱۰۰ آهنگ داغ کانادا)                       | ۸۶              |
| مجارستان (۴۰ تک‌آهنگ برتر)                          | ۱۶              |
| تک‌آهنگ‌های دانلودشدهٔ فرانسوی (اس‌ان‌ئی‌پی)             | ۴۷              |
| فروش ترانه‌های دیجیتال فنلاند (بیلبورد)             | ۷               |
| تک‌آهنگ‌های دیجیتال یونان (بیلبورد)                  | ۱۷              |
| ۱۰۰ آهنگ داغ ژاپن (بیلبورد)                        | ۷۶              |
| مالزی (آرآی‌ام)                                     | ۱۷              |
| تک‌آهنگ‌های داغ نیوزیلند (آرام‌ان‌زد)                  | ۹               |
| اسکاتلند (کمپانی جداول رسمی)                       | ۴۹              |
| سنگاپور (آرآی‌ای‌اس)                                 | ۱۸              |
| کرهٔ جنوبی (گائون)                                  | ۱۱              |
| کرهٔ جنوبی (۱۰۰ آهنگ داغ کی-پاپ)                    | ۲               |
| تک‌آهنگ‌های دانلودشدهٔ بریتانیا (اوسی‌سی)              | ۴۵              |
| تک‌آهنگ‌های مستقل بریتانیا (اوسی‌سی)                  | ۲۸              |
| فوران‌کننده زیر ۱۰۰ آهنگ داغ ایالات متحده (بیلبورد) | ۵               |
| ترانه‌های دیجیتال ملل ایالات متحده (بیلبورد)        | ۲               |

## فروش‌ها و گواهی‌نامه‌ها
| منطقه           | گواهی | واحد گواهی‌شده/فروش |
| --------------- | ----- | ------------------ |
| ایالات متحده    | —     | ۱۵٬۰۰۰             |
| استریم          |       |                    |
| ژاپن (آرآی‌ای‌جی) | نقره  | ۳۰٬۰۰۰٬۰۰۰         |

## واژه‌نامه
1. ↑  起 Wonder
2. ↑  Bangtan Universe